# ميخائيل دوغلاس
ميخائيل دوغلاس (بالإنجليزية: Michael Douglas)‏ هو سياسي دومينيكي، ولد في 1940 في دومينيكا، وتوفي في 1992. حزبياً، نشط في حزب العمال الدومينيكي ‏.